# Oblężenie Fortu Beauséjour
Oblężenie Fort Beauséjour – oblężenie, które miało miejsce podczas wojny o kolonie amerykańskie (stanowiącej północnoamerykański front wojny siedmioletniej) i oznaczało rozpoczęcie brytyjsko-amerykańskiego natarcia w Ameryce Północnej.
Od 3 czerwca do francuskiej kapitulacji 16 czerwca 1755, potężna brytyjska armia pod rozkazami pułkownika Roberta Moncktona oblegała garnizon Fort Beauséjour w celu oddania przesmyku Chignecto pod brytyjską kontrolę. Pomimo intensywnego bombardowania de Vergor utrzymywał fort prawie 2 tygodnie, jednak realistycznie podchodził do swych szans w walce z przeważającymi siłami brytyjskimi. Kiedy 16 lipca brytyjskie moździerze poważnie naruszyły umocnienia i bardzo poturbowały garnizon, De Vergor skapitulował. Następnego dnia Francuzi opuścili sąsiedni Fort Gaspareau co przerwało ich komunikację z Akadią. Jednakże kampania roku 1755 nie przyniosła strategicznego rozstrzygnięcia i nie zagroziła terytorialnej integralności Nowej Francji, z powodu jednoczesnej klęski Edwarda Braddocka w Dolinie Ohio (Bitwa nad Monongahelą).